# Lutra nippon
Lutra nippon (Видра японська) — вид видри, який колись була широко поширена в Японії. Через руйнування місць існування або зменшення її джерела живлення, в даний час L. nippon майже зникла. В даний час можливо живе лише на острові Шікоку. МСОП розглядає японську видру підвидом видри євразійської, Lutra lutra.

## Морфологія

### Морфометрія
Довжина голови й тіла близько 90 см, довжина хвоста становить від 60 до 70 % від довжини тіла, в той час у видри євразійської тільки 53 до 60 %.

### Опис
Вид такий же або більший за Lutra lutra, Хвіст відносно довший. Хутро коротке, темно-коричневе. Черево значно світліше, сірувато-коричневе.